# Maximalismo (arte)

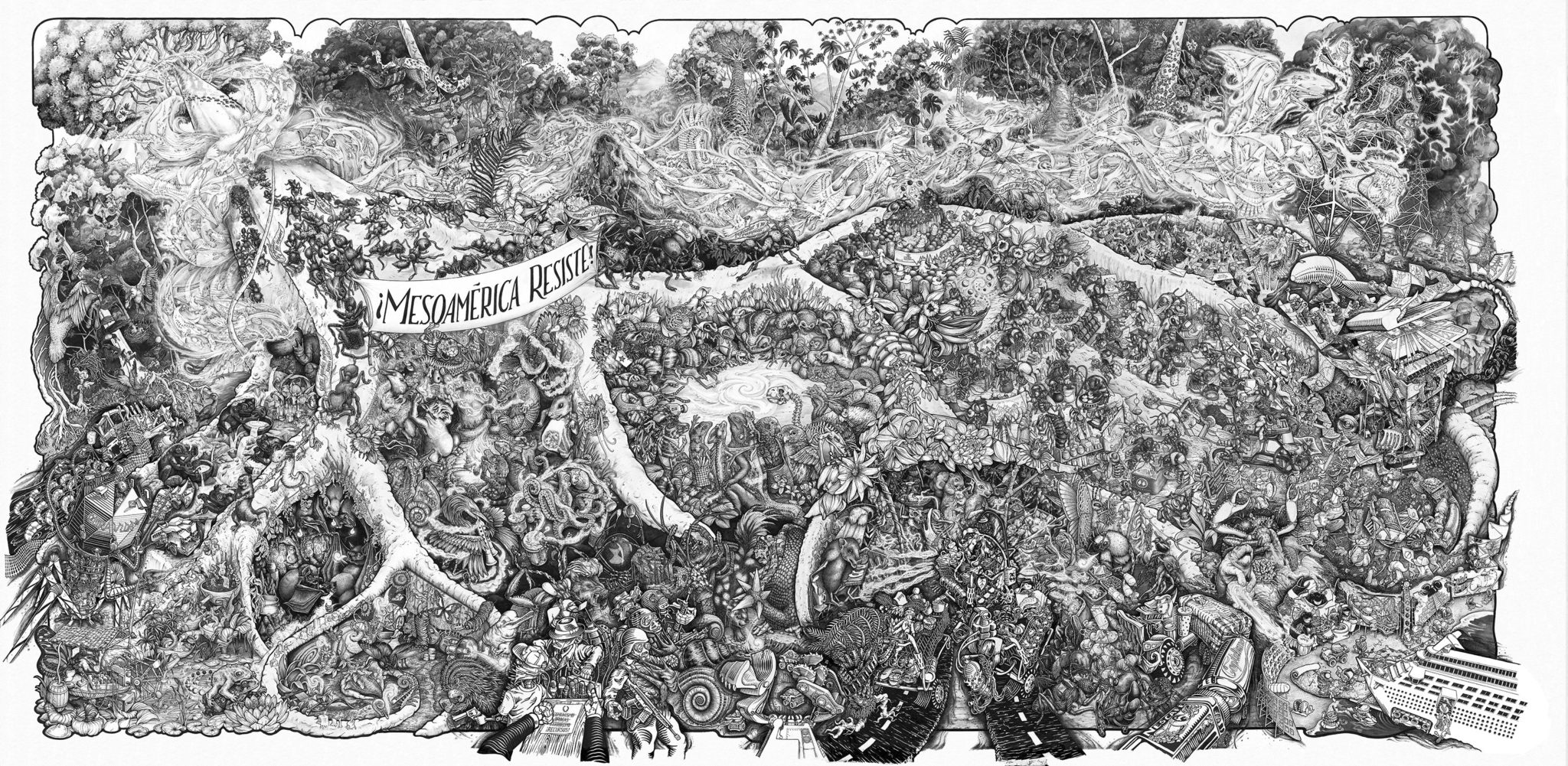
«¡Mesoamérica Resiste!» (2013), de Beehive Design Collective, con su característica ilustración de estética excesiva.

En las artes, el maximalismo es el gusto estético del exceso, que nació en respuesta a la corriente artística opuesta, el minimalismo. La filosofía puede resumirse como «más es más», en contraste con el lema minimalista «menos es más».

## Literatura
El término maximalismo a veces se asocia con novelas posmodernas, como las de David Foster Wallace y Thomas Pynchon, donde la digresión, la referencia y la elaboración de detalles ocupan una gran fracción del texto. Puede referirse a cualquier cosa vista como «excesiva», abiertamente compleja y «llamativa», que proporciona una exageración en las características y anexos, grosería en cantidad y calidad, o la tendencia a agregar y acumular demasiado.
El novelista John Barth define el maximalismo literario a través de la oposición de la Iglesia católica medieval entre «dos... caminos hacia la gracia»:
La vía negativa de la celda del monje y la cueva del ermitaño, y la vía afirmativa de la inmersión en los asuntos humanos, de estar en el mundo, sea o no uno de ellos. Los críticos han tomado prestados esos términos para caracterizar la diferencia entre Beckett, por ejemplo, y su antiguo maestro James Joyce, él mismo maximalista, excepto en sus primeros trabajos.
Takayoshi Ishiwari elabora la definición de Barth al incluir un enfoque posmoderno de la noción de autenticidad. Así:
Bajo esta etiqueta vienen escritores como, entre otros, Thomas Pynchon y el propio Barth, cuyos voluminosos libros están en marcado contraste con las novelas relativamente delgadas de Barthelme y sus colecciones de cuentos. Este epíteto llama a estos maximalistas porque, situados en la era de la incertidumbre epistemológica y, por lo tanto, sabiendo que nunca pueden saber lo que es auténtico y no-auténtico, intentan incluir en su ficción todo lo que pertenece a esa época, para tomar estos auténticos y no-auténticos. cosas como son con toda su incertidumbre y falta de autenticidad incluidas; su trabajo intenta contener el máximo de la edad, en otras palabras, ser la edad misma, y debido a esto sus novelas son a menudo enciclopédicas. Como argumenta Tom LeClair en The Art of Excess, los autores de estas «obras maestras» incluso «reúnen, representan y reforman los excesos del tiempo en ficciones que exceden las convenciones literarias del tiempo y, por lo tanto, dominan el tiempo, los métodos de ficción y el lector».

## Música
En música, Richard Taruskin usa el término «maximalismo» para describir el modernismo del período de 1890 a 1914, especialmente en las regiones de habla alemana, definiéndolo como «una intensificación radical de los medios hacia fines aceptados o tradicionales». Sin embargo, este punto de vista ha sido cuestionado porque Taruskin usa el término simplemente como un «significante vacío» que está llenado con «una variedad de características musicales: gran orquestación, complejidad motívica y armónica, etc. que él asocia como propios del modernismo». Taruskin, en cualquier caso, no originó este sentido del término, que había sido utilizado a mediados de la década de 1960 con referencia a los compositores rusos del mismo período, de los cuales Serguéi Prokófiev fue «el último». El compositor David A. Jaffe define la música maximalista contemporánea como aquella que «abarca la heterogeneidad y permite sistemas complejos de yuxtaposiciones y colisiones, en las que todas las influencias externas son vistas como materia prima potencial». Los ejemplos incluyen la música de Edgard Varèse, Charles Ives, y Frank Zappa.
En un sentido diferente, Milton Babbitt ha sido descrito como un «maximalista profeso», su objetivo es «hacer música tanto como sea posible en lugar de tan poco como uno pueda salirse con la suya». Richard Toop, por otro lado, considera que el maximalismo musical «debe entenderse, al menos en parte, como antiminimalismo».
El álbum My Beautiful Dark Twisted Fantasy (2010) de Kanye West también ha sido descrita como una obra maximalista.

## Artes visuales
El historiador del arte Robert Pincus-Witten utiliza el maximalismo como un término en las artes plásticas para describir a un grupo de artistas, incluidos el cineasta nominado al Óscar Julian Schnabel y David Salle, asociado con los turbulentos comienzos del neoexpresionismo a fines de los años 70. Estos artistas fueron en parte «estimulados por la pura desesperación con una dieta tan larga de minimalismo reductivista». Este maximalismo fue prefigurado a mediados de los años 60 por ciertas pinturas psicoanalíticas de Gary Stephan.
Charlotte Rivers analiza cómo «el maximalismo celebra la riqueza y el exceso en el diseño gráfico», caracterizado por la decoración, la sensualidad, el lujo y la fantasía, citando ejemplos del trabajo del ilustrador Kam Tang y la artista Julie Verhoeven.
El historiador de arte Gao Minglu conecta el maximalismo en el arte visual chino con la definición literaria al describir el énfasis en «la experiencia espiritual del artista en el proceso de creación como una auto contemplación fuera y más allá de la obra de arte... Estos artistas prestan más atención al proceso de creación y la incertidumbre de significado e inestabilidad en una obra. El significado no se refleja directamente en una obra porque creen que lo que está en la mente del artista en el momento de la creación puede no necesariamente aparecer en su obra». Los ejemplos incluyen el trabajo de artistas, Cao Kai, Ding Yi, Gu Dexin y Li Huasheng.
El cine maximalista incluye el gusto de directores como Julie Taymor, Tony Scott, Paul W.S. Anderson, Edgar Wright y Park Chan-wook.

## Lectura complementaria
- Delville, Michel, y Andrew Norris (2005). Frank Zappa, Capitán Beefheart y la Historia Secreta de Maximalism. Cambridge, Reino Unido: Editores de Sal. ISBN 1-84471-059-9.
- Menezes, Flo (2014). Nova Ars Subtilior: Ensayos zur maximalistischen Musik, editados por Ralph Paland. Hofheim: Wolke Verlag. ISBN 978-3-95593-058-5.
- Pincus-Witten, Robert (1981). "Maximalism". Revista de artes 55, núm. 6:172@–76.
- Pincus-Witten, Robert (1983). Entradas (Maximalism): Arte en la Vuelta de la Década. Arte y Serie de Crítica. Nueva York: Fuera de Prensa de Londres. ISBN 9780915570201.
- Pincus-Witten, Robert (1987). Postminimalism A Maximalism: Arte americano 1966@–86. Ann Cenador: UMI Prensa de Búsqueda.